# Caullaraju
Caullaraju  o Jeulla Rajo  (posiblemente de quechua qiwlla gaviota, rahu nieve, hielo, montaña con nieve, "montaña de gaviota cubierta de nieve") es una montaña en la Cordillera Blanca en los Andes del Perú, alrededor de 5,682 metros de altura. Se encuentra en la región de Ancash, provincia de Recuay. En el mapa IGN-Perú, se informa que el pico más alto se llama Jenhuaracra. 